# (19550) Samabates
(19550) Samabates (1999 JP61) – planetoida z pasa głównego asteroid okrążająca Słońce w ciągu 3,46 lat w średniej odległości 2,28 j.a. Odkryta 10 maja 1999 roku.